# Felsőolcsvár
Felsőolcsvár (szlovákul: Vyšný Olčvar) Kassaolcsvár településrésze, korábban önálló falu Szlovákiában, a Kassai kerület Kassa-vidéki járásában.

## Fekvése
Kassától 7 km-re keletre, a Tarca-folyó bal partján fekszik.

## Története
1303-tól az olcsvári birtok megoszlott, részben Szalánc várának uradalmához, részben az abaszéplaki apátsághoz tartozott. A két birtokos miatt a falu szintén két részre oszlott, melyek birtokosai 1337-ben Drugeth Vilmos és az apátság voltak. A pápai tizedjegyzék megemlíti Olcsvár István nevű papját is. Az 1598. évi összeírás szerint Felsőolcsvárnak 16 háza volt. A falu német jellegét csak a 17. században vesztette el, amikor a faluba új szlovák telepesek érkeztek és újra szláv többségű település lett. 1746-ban Felsőolcsváron 99 lakos élt.
A 18. század végén Vályi András így ír róla: „Alsó, és Felső Olcsva. v. Olcsvár. Abaúj Várm. Alsónak földes Ura Zombory, és több Uraságok, fekszik Felsőhöz közel, mellynek filiája, határjaik jól termők.”
Fényes Elek 1851-ben kiadott geográfiai szótárában így ír a faluról: „Olcsvár (Felső), tót-magyar f., Abauj vmegyében, az előbbeni helység mellett: 223 kath., 1 evang., 71 ref. lak. Kath. paroch. templom. F. u. a Sz. István seminariuma.”
Borovszky Samu monográfiasorozatának Abaúj-Torna vármegyét tárgyaló része szerint Felsőolcsvárnak már a 13. századtól volt temploma: „Tovább keletre a Tárcza völgyében fekszik egymás mellett Felső- és Alsó-Olcsvár. Felső-Olcsvár 65 házzal és 400 tótajku lakossal bir. Postája helyben van, táviró-állomása Kassa. Kath. temploma a XIII. századból való. 1875-ben ujjáépitették, de rontottak is rajta; sokat veszitett eredetiségéből. Alsó-Olcsvárnak 55 háza és 315 tótajku lakosa van.”
1910-ben 405, túlnyomórészt szlovák lakosa volt. A trianoni békeszerződésig Abaúj-Torna vármegye Kassai járásához tartozott.

## Híres emberek
- Itt született Baradlai János gyógyszerész, gyógyszerésztörténész (1873–1942)

## Lásd még
- Kassaolcsvár
- Alsóolcsvár

## Külső hivatkozások
- E-obce.sk Archiválva 2008. február 19-i dátummal a Wayback Machine-ben